# 豔麗絲鰭鸚鯛
豔麗絲鰭鸚鯛，又稱豔麗絲隆頭魚、尾斑絲隆頭魚、紅娘仔、柳冷仔，為輻鰭魚綱鱸形目隆頭魚亞目隆頭魚科的其中一種，分布於印度太平洋區，從東非至土阿莫土群島海域，棲息深度6-40公尺，體長可達12公分，棲息在碎石底質海域，以浮游生物為食，生活習性不明，可作為觀賞魚。